# Tillmann Bönninger
Johann Tillmann Bönninger (* 28. Dezember 1835 in Hüls; † 26. September 1909 ebenda) war ein deutscher Gutsbesitzer und Politiker.

## Leben
Bönninger war der Sohn von Johann Wilhelm Bönninger genannt Steves (getauft 16. Juli 1789 in Hüls; † 2. Februar 1856 ebenda) und dessen Ehefrau Maria Adelheid Franziska geborene Königs (* 1792 in St. Hubert; † 23. März 1844 in Hüls). Er war katholisch und heiratete am 27. Juni 1861 in St. Tönnis Maria Sophia Mörtter (* 13. Juni 1840 in St. Tönnis; † 25. März 1892 in Hüls). Bönninger lebte als Gutsbesitzer in Hüls.
1879 wurde er für den Stand der Landgemeinden und den Wahlkreis Geldern, Kempen in den Provinziallandtag der Rheinprovinz gewählt. Auch nach der Änderung der Wahlrechtes 1888 blieb er bis 1906 Abgeordneter im Provinziallandtag, diesmal gewählt vom Kreistag im Kreis Kempen. Nach seinem Rücktritt als Abgeordneter wurde Landrat Wilhelm Sartorius an seiner Stelle gewählt.